# Bad News Brown
Paul Frappier (n. 8 mai 1977, Haiti, d. 11 februarie 2011, Montreal, Québec, Canada), cunoscut ca Bad News Brown (uneori ca BNB sau Briz Brown) a fost un artist canadian născut în Haiti. Era cunoscut pentru Hip-Hop-ul cu muzicuța. A fost asasinat în Montreal, Canada, trupul lui fiind găsit tot în Québec pe data de 12 februarie 2011.

## Discografie

### Albume de studio
| An   | Detalii album                                                                                                | Note |
| ---- | --- | --- |
| 2009 | Born 2 Sin - First studio album - Released: 28 iunie 2009 - Label: Trilateral Entertainment Inc - Format: CD | Tracklist 1. "Melody" (3:43) 2. "Touch Her Body" (4:15) 3. "Feelin So" (3:34) 4. "Get Fly" (3:56) 5. "Intelligence" (feat. Skratch Bastid) (3:37) 6. "Back On It" (3:54) 7. "Born to Sin" (3:06) 8. "Bad Trip" (3:56) 9. "Too Deep" (3:51) 10. "Snow Bunny" (5:12) 11. "Cat Walk" (1:56) 12. "Fresh to Death" (feat. DJ Crook) (3:23) 13. "Get Money" (feat. Skratch Bastid) (2:41) 14. "Round Da Clock" (3:41) 15. "Reign" (2:36) 16. "Melody" (King Richard mix) (4:48) |

### Mixtape-uri
- 2009: G'd Up From the Street Up

### Single-uri
| An   | Titlu            | Album            |
| ---- | ---------------- | ---------------- |
| 2009 | "Soul Clap"      | non-album single |
| 2009 | "Touch Her Body" | Born 2 Sin       |
| 2009 | Born 2 Sin       | Born 2 Sin       |
| 2011 | "Harm's Delight" | non-album single |

## Filmografie
Actorie
- 2003: Music for a Blue Train
- 2011: BumRush

Producție
- 2011: BumRush – co-producător